# 䍺
患（羊患）是中國古代的傳說生物，於《山海经》有记载。

## 出處
《山海經·南山經》：「又東四百里，曰洵山，其陽多金，其陰多玉。有獸焉，其狀如羊而無口，不可殺也，其名曰䍺。」